# HR 8799 b
HR 8799 b — газовый гигант из планетной системы HR 8799. Находится в созвездии Пегаса на расстоянии 129 световых лет от Земли. Открыт методом прямого наблюдения обсерваториями Кека и Джемини в 2008 году.
В 2015 году в атмосфере планеты обнаружены вода, метан и монооксид углерода.